# The Flying Windmill
The Flying Windmill (abgekürzt fwm, auch tfw) war eine Pop-Punk-Band aus Dresden. The Flying Windmill wurde 2001 gegründet und spielte über 200 Konzerte bis zu ihrem Abschlusskonzert 2009 in der Groovestation Dresden. Diese verteilen sich überwiegend auf den deutschsprachigen Raum, fwm spielten aber auch zahlreiche Shows im europäischen Ausland. Ein besonderes Kennzeichen waren exklusive Auftritte wie in einem besetzten Schwimmbad, in den Justizvollzugsanstalten Görlitz, Zeithain und Leipzig oder auf Schiffen (MS Präsident und MS Stubnitz).

## Geschichte
Ende 2002 begannen The Flying Windmill nach dem überraschenden Ausstieg des Schlagzeugers Matuschek, in neuer Besetzung zu proben und zu touren. Es folgten ab 2002 erste Veröffentlichungen, die schnell ausverkauft waren. 2006 erfolgte der letzte Wechsel in die Besetzung, in der die Band bis zu ihrem Abschlusskonzert 2009 zusammenspielte.

## Diskografie
- 11″ Vinyl Two Bands Saved by Plastic, Split with Phonetics (2002; proosh records)[1]
- Split-CD Two Bands saved by Plastic, Split with fourroses(F) (2003; proosh records)[2]
- Maxi Beautiful (2005; planerecords)[3]
- Album Semiprecious Serenades (2006; planerecords)[4]